# Lave Hohendorff
Lave Hohendorff (også Hohndorf) (7. november 1662 i København – 15. januar 1729 i Hamborg) var en dansk officer.
Han var søn af rentemester Steen Hohendorff. Sytten år gammel blev han sendt som gesandtskabskavaler med Just Høg til Paris, men forlod snart den diplomatiske vej for at blive officer i det franske infanteriregiment Royal. Ved sin hjemkomst 1683 blev han løjtnant og endnu samme år kaptajn i Livregimentet (Garden) til Fods, 1687 tillige kammerjunker. 1689 gik han med den til hjælpetropperne hørende bataljon af garden i engelsk tjeneste, blev 1690 forfremmet til major og ved Kingsale såret af en kanonkugle, 1692 atter såret og tillige fanget ved Steenkerke. Kort efter blev han oberstløjtnant og kommandør for bataljonen, og da denne efter hjemkomsten 1698 ophørte at være selvstændig, blev Hohendorff oberst for Smålenske Regiment i Norge, året efter for Marineregimentet i Danmark. 
1700 var han i København og blev 4. august sendt ud med seks bataljoner og ti kanoner for at imødegå Carl XII's landgang ved Humlebæk, men for sent til at afslå den. Forfremmet til brigader 1703 blev han 1707 tillige overkommandant i Rendsborg, men 1708 atter sendt til Nederlandene som generalmajor og chef for den derværende gardebataljon. Efter med ære at have taget del i slagene ved Oudenarde og ved Malplaquet, erobringen af Lille og belejringen af Gent blev Hohendorff allerede i sommeren 1710 kaldt hjem, hvor han 1711 blev generalløjtnant, 1712 Hvid Ridder. Han var i disse år med i kampen mod Magnus Stenbock og kommanderede blandt andet, uagtet han straks efter slaget ved Gadebusch atter var udnævnt til kommandant i Rendsborg, i træfningen ved Koldenbüttel 12. februar 1713. Året efter tog han sin afsked og flyttede til Hamborg, hvor han døde 15. januar 1729.
Hohendorf havde 1694 i Stralsund ægtet Cathrine Margrethe von der Osten (1674-1719), datter af Henrik von der Osten til Plüggentin og Penckum i Forpommern. Med deres søn, major Carl Hohendorff, der har efterladt en del genealogiske optegnelser, uddøde 1787 slægtens danske gren. 